# 공 (중국 성씨)
콩([kǒng]孔, 公)씨는 타이완 및 중국의 성씨이다

## 구멍 공 孔
공(孔:Kong)씨는 공자의 가계를 원류로 한다. 공(孔)씨의 시조인 문선공(文宣公) 공구(孔丘)는 중국 노(魯)나라 추읍(鄒邑：曲阜縣)에서 태어났다. 그의 언행(言行)을 적은 『논어(論語)』가 전한다.
- 기원전 650년 주나라 제후국 남연국의 길성(姞姓)에서 계출된 공(孔)씨가 있다.
- 정나라 목공의 아들 공자가(公子嘉)의 후손이 조상의 이름을 가지고 공(孔)씨로 창성하였다.
- 제나라의 대부 공회(孔虺)로 자손들이 강성 공씨이다.
- 후기 제나라의 규(妫)성에서 창성한 공(孔)씨가 있다.
- 중국 서부 후난성의 티베트계 장족 및 소수 민족들의 많이 사용하는 성씨이다.
- 중국 랴오닝의 온둔, 온지, 구대, 공과라 등의 가문들이 공씨로 변경하였다.

## 중국의 콩씨
- 공(共:鞏)씨는 공공씨에서 나온 성씨이다. 춘추전국시대 초나라 공족이 공씨로 창성하였다. 전국시대 정나라, 위나라 파생된 공씨가 있다.
- 공(巩)씨는 주나라와 소수민족 창족 계통으로 거의 사라진 성씨이다.
- 공(功)씨는 제나라, 송나라, 몽골족 성씨이다.
- 공(貢)씨는 초나라 계통 성씨라고 한다.
- 공(公)자로 시작하는 복성 공고(公古), 공맹(公孟), 공염(公冉), 공덕(公德), 공손(公孙), 등 대략 60개 정도의 성씨가 고대부터 있어 왔는데, 공씨로 줄였다.